# Gare de Wecker
La gare de Wecker est une gare ferroviaire luxembourgeoise de la ligne 3, de Luxembourg à Wasserbillig-frontière, située à Wecker sur le territoire de la commune de Biwer, dans le canton de Grevenmacher.
Elle est mise en service en 1861 par la Compagnie des chemins de fer de l'Est, l'exploitant des lignes de la Société royale grand-ducale des chemins de fer Guillaume-Luxembourg. C'est une halte ferroviaire de la Société nationale des chemins de fer luxembourgeois (CFL), desservie par des trains Regional-Express (RE) et Regionalbunn (RB).

## Situation ferroviaire
Établie à 216 mètres d'altitude, la gare de Wecker est située au point kilométrique (PK) 27,680 de la ligne 3, de Luxembourg à Wasserbillig-frontière, entre les gares de Betzdorf et de Manternach. Elle dispose de trois voies, dont seules les voies 1 et 2 (quai central) sont utilisées. Le quai 3 étant très petit ne permet qu'aux automotrices série 2000 (Z2) d'y faire arrêt.

## Histoire
La station de Wecker est mise en service par la Compagnie des chemins de fer de l'Est, l'exploitant des lignes de la Société royale grand-ducale des chemins de fer Guillaume-Luxembourg, lors de l'ouverture à l'exploitation la ligne de Luxembourg à Wasserbillig et à la frontière allemande le 29 août 1861,. Le bâtiment voyageurs provisoire en bois est remplacé par un bâtiment en brique en 1875, il est démonté et réutilisé pour la gare de Schifflange.
Le bâtiment en briques est identique à celui de la gare de Noertzange.
Depuis 1972 la signalisation est gérée depuis la gare d'Oetrange.

## Service des voyageurs

### Accueil
Halte CFL, c'est un point d'arrêt non géré (PANG) à accès libre. Elle dispose de trois abris et d'un automate pour l'achat de titres de transport. Un souterrain permet la traversée des voies et le passage d'un quai à l'autre.

### Desserte
Wecker est desservie par des trains Regional-Express (RE) et Regionalbunn (RB) qui exécutent les relations suivantes, :
- Luxembourg - Wasserbillig - Trèves-Hbf - Coblence-Hbf.

### Intermodalité
Un parc pour les vélos (7 places) et un parking pour les véhicules (44 places) y sont aménagés. La gare est desservie par les lignes 243, 244, 274 et 322 du Régime général des transports routiers et, la nuit, par la ligne Nightlifebus Biwer - Manternach du service « Nightbus ».